# Задолженность
Задолженность — один из критериев оценки финансового состояния хозяйствующего субъекта, отражающего позицию данного субъекта в кредитных отношениях с финансовыми институтами (банки, инвестиционные фонды, страховые компании и др.) или другими хозяйствующими субъектами или физическими лицами (например, наёмными работниками).
Существует два вида задолженности:
- Кредиторская задолженность — ситуация, когда хозяйствующий субъект должен кому-либо определённую сумму денег;
- Дебиторская задолженность — ситуация, когда хозяйствующему субъекту кто-либо должен определённую сумму денег.

Задолженность (как кредиторская, так и дебиторская) оценивается в денежных единицах.
Управление дебиторской и кредиторской задолженностью является одной из задач финансового менеджмента.